# Mydaea
Mydaea är ett släkte av tvåvingar. Mydaea ingår i familjen husflugor.

## Dottertaxa tillMydaea, i alfabetisk ordning[1][2]
- Mydaea affinis
- Mydaea ancilla
- Mydaea ancilloides
- Mydaea anicula
- Mydaea armatipes
- Mydaea asiatica
- Mydaea bideserta
- Mydaea bistriata
- Mydaea brevipilosa
- Mydaea brevis
- Mydaea breviscutellata
- Mydaea brunneipennis
- Mydaea callosa
- Mydaea canescens
- Mydaea castanea
- Mydaea centralis
- Mydaea compressicornis
- Mydaea convexa
- Mydaea corni
- Mydaea cresa
- Mydaea deserta
- Mydaea diaphana
- Mydaea dichroma
- Mydaea discimanoides
- Mydaea discocerca
- Mydaea electa
- Mydaea emeishanna
- Mydaea euspilaroides
- Mydaea flavicornis
- Mydaea flavifemora
- Mydaea flavitarsata
- Mydaea flavitarsis
- Mydaea fulvicrura
- Mydaea fumicosta
- Mydaea fumipennis
- Mydaea furtiva
- Mydaea fuscipes
- Mydaea fuscomarginata
- Mydaea glaucina
- Mydaea gracilior
- Mydaea grata
- Mydaea hirtiventris
- Mydaea humeralis
- Mydaea impedita
- Mydaea inermis
- Mydaea insons
- Mydaea japonica
- Mydaea jiuzhaigouensis
- Mydaea jubiventera
- Mydaea kambaitiana
- Mydaea kongdinga
- Mydaea laevis
- Mydaea lateritia
- Mydaea latielecta
- Mydaea latipalpis
- Mydaea latipennis
- Mydaea latomensis
- Mydaea laxidetrita
- Mydaea limbata
- Mydaea longiscutellata
- Mydaea longiseta
- Mydaea longuseta
- Mydaea maculipennis
- Mydaea maculiventris
- Mydaea malaiseana
- Mydaea marginalis
- Mydaea meridia
- Mydaea micans
- Mydaea minor
- Mydaea montana
- Mydaea narona
- Mydaea nebulosa
- Mydaea neglecta
- Mydaea neobscura
- Mydaea nervicincta
- Mydaea nigra
- Mydaea nigribasicosta
- Mydaea nigrina
- Mydaea nishijimai
- Mydaea nitidiventris
- Mydaea nubila
- Mydaea nubivena
- Mydaea nudiseta
- Mydaea obscurella
- Mydaea occidentalis
- Mydaea orba
- Mydaea orthonevra
- Mydaea otiosa
- Mydaea pallida
- Mydaea palpalis
- Mydaea pansa
- Mydaea pauciseta
- Mydaea pedella
- Mydaea piceitarsis
- Mydaea plaumanni
- Mydaea pogonoides
- Mydaea pseudonubila
- Mydaea rufinervis
- Mydaea rufiventris
- Mydaea scolocerca
- Mydaea septentrionalis
- Mydaea setifemur
- Mydaea setitibia
- Mydaea sexpunctata
- Mydaea sinensis
- Mydaea sootryeni
- Mydaea subelecta
- Mydaea tinctoscutaris
- Mydaea triseta
- Mydaea truncata
- Mydaea urbana
- Mydaea winnemana
- Mydaea xanthopus